# Regla de la Comunidad

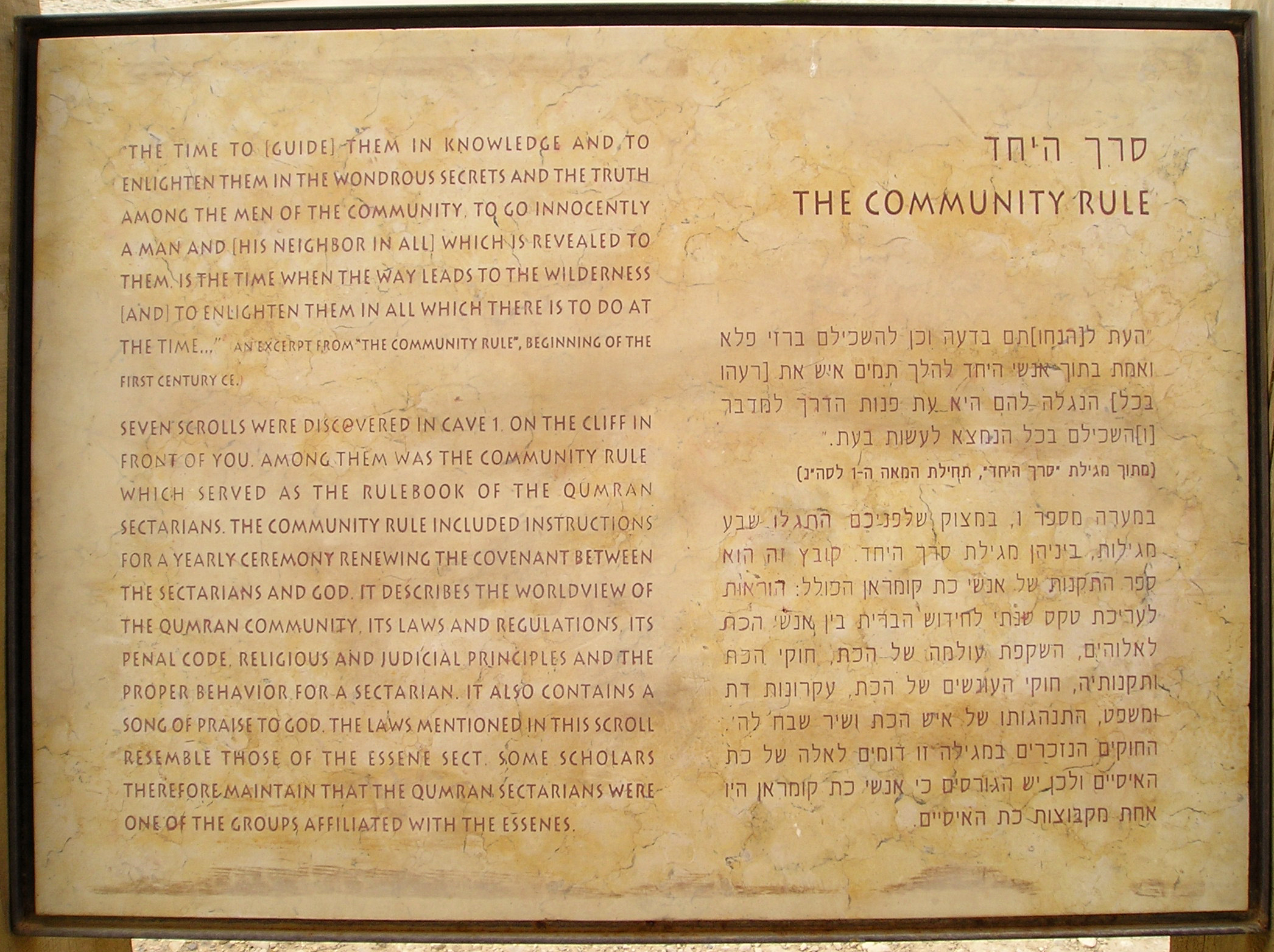
Regla de la Comunidad en hebreo y notas en inglés. Parque Nacional de Khirbet Qumrán.

La Regla de la Comunidad o el Manual de Disciplina (en hebreo: סרך היחד, Serej HaYajad) es uno de los Rollos del Mar Muerto hallados en Qumrán, junto al Mar Muerto. Es el estatuto de la comunidad judía disidente que residió en Qumrán entre el siglo II a. C. y el siglo I d. C. En este texto, la comunidad se refiere a sí misma con el nombre Yajad (en hebreo: יחד). Algunos investigadores identifican a Yajad con los esenios, uno de los grupos judíos de la época mencionados por el historiador Flavio Josefo y otras fuentes contemporáneas.  

## Manuscritos
El manuscrito sobreviviente más importante de la obra fue encontrado en la cueva uno y se conoce como 1QS. La S representa la abreviatura del título original en hebreo: סרך היחד‎ Serek ha-Yahad. Está bien conservado y sólo al principio de la obra y en la parte final de algunas columnas se pierden algunas palabras. Un total de once columnas de texto están disponibles. Así, el manuscrito 1QS sirve como base para la investigación de la obra, que también está atestiguada por otras versiones que pueden representar etapas anteriores de desarrollo del texto. Otros fragmentos de un total de diez manuscritos diferentes se encontraron en la cueva cuatro (4Q255-264) y dos fragmentos pequeños en la cueva cinco (5Q11).
El manuscrito 1QS ha sido datado hacia el año 120 a. C..

## Contenido
En la siguiente tabla resumen de contenido basada en el número de columnas de la 1QS manuscrito. La columna se designa por un número romano; un número arábigo representa la línea:
1. I:1-5 ideales comunitarios y de fidelidad a los preceptos de Dios.
2. I:16 - III:12 instrucciones para el ingreso de nuevos miembros en "la alianza".
3. III:13 - IV:26 concepción dualista de los hijos de la luz contra los espíritus de las tinieblas y los hijos de la iniquidad. El espíritu de humildad, frente al espíritu de falsedad del que se deprende la avaricia.
4. V:1 - IX:26 el reglamento propiamente dicho; conjuntos de las normas sobre la organización, economía y espiritualidad de la comunidad: los períodos para la formación, la evaluación y la renovación anual de la renovación de la alianza; las sanciones a los infractores de las normas; la comunidad de todos los bienes; la solidaridad con los pobres, la organización jerárquica, la función de los sacerdotes, el consejo de la comunidad integrado por doce hombres, con tres sacerdotes. Define la misión del momento, para aquellos que han cumplido lo establecido, por al menos dos años, "marchar al desierto para preparar el camino de Aquel", "en el desierto preparad el camino" (VIII:10-14, IX:19).
5. X - XI  instrucciones sobre la oración y un salmo final que enfatiza en la humildad y la piedad.